# Vince Neil
Vince Neil, ursprungligen Vincent Neil Wharton, född 8 februari 1961 i Hollywood, Los Angeles, Kalifornien, är en amerikansk sångare, musiker och låtskrivare. Han är mest känd som sångare i hårdrocksbandet Mötley Crüe. Han har turnerat med kända musiker som Ozzy Osbourne.

## Biografi
Neil upptäcktes när han sjöng i bandet Rock Candy och började sjunga i Mötley Crüe 1981.
År 1983 släppte Mötley Crüe sitt andra album Shout at the Devil, som kom att bli en stor försäljningsframgång. Efter en turné med Ozzy Osbourne körde Neil rattfull nära Redondo Beach, Kalifornien och kraschade sin italienska sportbil De Tomaso Pantera. En av passagerarna, Razzle (Nicholas Dingley), trummis i det finska bandet Hanoi Rocks, omkom i olyckan.
Efter en ganska lång rehabilitering gick Neil och Mötley Crüe vidare och släppte flera album. Efter sitt tyngsta hårdrocksalbum Dr. Feelgood, som släpptes 1989, kom samlingsalbumet Decade of Decadence 1991. Efter den skivan sparkades Vince Neil ur bandet eftersom hans alkoholmissbruk och ständiga förseningar till studion gått för långt. Han blev ersatt av The Scream-vokalisten John Corabi
Med Steve Stevens, Dave Marshall, Robbie Crane och Vikki Foxx startade Vince Neil en solokarriär som inte var så lyckad, men trots det hade varken Mötley Crüe (vars skiva de släppte utan Neil floppat totalt) eller Neil några planer att försonas. 1996 tjatade advokater till sig ett möte mellan Neil och hans tidigare bandkompisar, vilket dock blev resultatlöst. Mötley Crüe släppte 1997, efter mycket om och men, skivan Generation Swine med Neil med på sång. Bandet släppte åren 1997-2001 fyra skivor med Vince bakom micken.
Den 15 augusti 1995 dog hans dotter Skylar Neil i cancer som i sin tur gjorde att Vince var tvungen att få hjälp på rehab. Han har under senare år turnerat utan bandet. 
Vince Neil spelade in en ny skiva 2009, Tattoos & Tequila, som släpptes 22 juni 2010.

## Diskografi
- 1993 – Exposed
- 1995 – Carved In Stone
- 2003 – Live at the Whisky: One Night Only
- 2010 – Tattoos & Tequila